# Escuadrón de Ingenieros Blindado 1
El Escuadrón de Ingenieros Blindado 1 «San Ignacio de Loyola» es una subunidad independiente de ingenieros del Ejército Argentino dependiente de la I Brigada Blindada «Brigadier General Martín Rodríguez» y con asiento en la Guarnición de Ejército «Olavarría».

## Historia

### Orgánica
Siendo el año 1964 el Ejército creó el Escuadrón de Ingenieros Blindado 1 en Olavarría.

### Operaciones
En el año 1978 y por motivo del riesgo de guerra con Chile, las Fuerzas Armadas argentinas se movilizaron. El Blindado 1 se desplazó a la ciudad de Santa Rosa, La Pampa. Las tensiones no pasaron a mayores y el conflicto se solucionó pacíficamente.
En 1982 se produjo la guerra de las Malvinas entre Argentina y el Reino Unido. El Escuadrón marchó a la provincia de Río Negro como reserva.